# Résolution 123 du Conseil de sécurité des Nations unies
Membres permanents
- Chine (Taïwan)
- États-Unis
- France
- Royaume-Uni
- URSS

Membres non permanents
- Australie
- Colombie
- Cuba
- Iraq
- Philippines
- Suède

Résolution no 122 Résolution no 124
La résolution 123 du Conseil de sécurité des Nations unies est une résolution du Conseil de sécurité des Nations unies adoptée le 21 février 1957.
Cette résolution, la deuxième de l'année 1957, relative à la question Inde-Pakistan,  rappelant la résolution 47 et les résolutions antérieures (47, 51 et 91), 
- demande au président du Conseil de sécurité, de prendre contact avec les gouvernements indiens et pakistanais, de visiter la péninsule et de rendre compte au Conseil de sécurité.
- invite les deux gouvernements à coopérer avec le président du Conseil de sécurité pour l'aider à s'acquiter à sa mission.

La résolution a été adoptée par 10 voix pour avec 1 abstention.
L'Union des républiques socialistes soviétiques s'est abstenue.

## Texte
- Résolution 123 sur fr.wikisource.org
- Résolution 123 sur en.wikisource.org